# Đội tuyển Davis Cup Pakistan
Đội tuyển Davis Cup Pakistan đại diện Pakistan ở giải đấu quần vợt Davis Cup và được quản lý bởi Liên đoàn quần vợt Pakistan.
Pakistan hiện tại thi đấu ở Nhóm II khu vực châu Á/Thái Bình Dương. Đội vào đến Play-off Nhóm Thế giới năm 2005, vào chung kết khu vực Đông vào năm 1984.

## Đội hình hiện tại (2014)
- Aisam-ul-Haq Qureshi (cầu thủ đánh đôi)
- Aqeel Khan (cầu thủ nghiệp dư)
- Muhammad Abid (cầu thủ nghiệp dư)
- Samir Iftikhar (cầu thủ nghiệp dư)

## Lịch sử
Pakistan lần đầu tiên tham gia Davis Cup vào năm 1948.
Các vận động viên Davis Cup Pakistan nổi tiếng bao gồm Haroon Rahim, Saeed Meer, Munawar Iqbal, Hameed ul Haq, Mahmood Alam và Khawaja Saeed Hai.

## Trạng thái hiện tại
Pakistan thăng hạng từ Nhóm III khu vực châu Á/Thái Bình Dương với thành tích bất bại.
Năm 2009, đội được xếp hạt giống số 4 ở Asia/Oceania Nhóm II, và đánh bại Oman 4–1, sau khi dẫn trước 3–0.
Năm 2017 Pakistan vô địch ở Nhóm II khi đánh bại Thái Lan 3-2 trong trận chung kết. Aqeel Khan thắng ở trận cuối cùng cho Pakistan ở Khu Liên hợp Thể thao Islamabad. Trước đó, Pakistan đánh bại Iran và được miễn đấu ở bán kết.